# Всесвітній день обізнаності про дітей, які померли під час вагітності чи незабаром після народження
День обізнаності про дітей, які померли під час вагітності чи незабаром після народження — день пам’яті про втрату вагітності та дитячу смерть, який включає, однак не обмежується викиднем, мертвонародженням, СРДМ та смертю новонародженого.
День обізнаності про дітей, які померли під час вагітності чи незабаром після народження відзначається 15 жовтня кожного року в: Канаді, США, Великій Британії, Австралії, Австралійських Штатах Західної Австралії, Новому Південному Уельсі, Новій Зеландії, Італії, Ірландії, Данії, Франції, Норвегії, Кенії, Латинській Америці, Центральній Америці, Південній Америці, Росії, Німеччини, Південній Африці, Японії, Китаї та Киргизстані; щороку більше країн приєднуються до відзначення цього дня, офіційно чи іншим чином. День відзначається чисельними місцевими ініціативами, церемоніями пам'яті та акціями із запаленням свічок. День завершує Міжнародна хвиля світла "Вогні любові", всесвітнім запалюванням свічок та ілюмінацією, яка обходить земну кулю, починаючи з 19:00, у кожному відповідному часовому поясі.
Офіційними кольорами пам'яті є світло-рожевий та світло-блакитний.

## Важливість
Повідомлялося про 4,1 мільйона смертей немовлят віком до року у 2017 році. За оцінками, трапляється 2,6 мільйона мертвонароджених , і щорічно між 17 і 22 відсотками вагітностей відбувається викидень. День обізнаності про дітей, які померли під час вагітності чи незабаром після народження слугує поширенню інформації, ініціювання досліджень, створенню програм, ресурсів та послуг, пам’яті та підтримці сімей, життя яких безповоротно змінюється внаслідок смерті їхніх дітей під час вагітності, при народженні та у немовляцтві, дозволяючи їм подолати травму та інтегрувати свою втрату у своє життя здоровим, корисним, оекологічним способом. Наслідки переживання втрати є різними для кожної людини та родини, яка зазнає втрат; загальні наслідки включають, однак, не лише: депресію, тривогу, зміни у взаєминах, розвиток нездорових механізмів боротьби з посттравматичним стресовим розладом (ПТСР) . Ці наслідки часто недооцінюються, неправильно розуміються а почасти ігноруються медичними працівниками, друзями та навіть членами сім'ї, особливо, коли це стосується втрати вагітності та подальшого горя. дозволяючи їм подолати травму та інтегрувати свою втрату у своє життя здоровим, корисним, екологічним способом.

## Історія
25 жовтня 1988 р. Президент США Рональд Рейган проголосив жовтень 1988 р. місяцем поінформованості про вагітність та втрату немовлят. 
Всесвітній день обізнаності про дітей, які померли під час вагітності чи незабаром після народження офіційно не закріплений законодавством та не підтримується. Однак, незважаючи на відсутність офіційності, люди, родини та організації з усього світу  збираються щороку 15 жовтня, щоб відзначити день та сприяти підвищенню обізнаності громадськості, на згадку про немовлят, які теж помирають найближчим часом і підтримка сімей, які втратили дитину. Завдяки законодавчим кампаніям та ініціативам приватних осіб та організацій у всьому світі все більше країн об'єднують зусилля для офіційного відзначення 15 жовтня Дня обізнаності про дітей, які померли під час вагітності чи незабаром після народження.

## Хвиля світла
Ідея заснування Хвилі світла (Wave of Light) належить Тері-Лінн Когган у 2003 році після мертвонародження її племінника Райлі Джозефа. Ідея почала ширитися 2006 року за підтримки Робіна Беара і трансформувалася в творчу концепцію Міжнародної Світлової Хвилі Пам’яті і Надії, як символічний спосіб почувати себе не самотніми через втрату дитини, яка зазвичай ізолює.
Міжнародна хвиля світла запрошує родини, які втратили дитину, друзів, коханих та дружні організації з усього світу приєднатися в пам’ять про всіх улюблених та жаданих немовлят, які занадто рано відійшли 15 жовтня о 19:00 у всіх часових поясах. 
Світло починається в Міжнародному Дателині, на острові Різдва в першому часовому поясі, ілюмінація та свічки залишаються запаленими протягом принаймні однієї години, при цьому наступний часовий пояс відповідно світиться, рухаючись через кожен часовий пояс, так Хвиля Світла обходить земну кулю. Результат — безперервний ланцюжок світла, що охоплює земну кулю протягом 24 годин.

## Дивіться також
Всесвітній день недоношених дітей